# 愛のかけひき
「愛のかけひき」（あいのかけひき）は、1976年10月21日にリリースされた浜田省吾の2枚目のシングル。

## 概要
デビュー曲「路地裏の少年」に続く2枚目のシングル。A面の「愛のかけひき」はシングル・ヴァージョンとなっている。
B面の「キャンパスの冬」は、長らくアルバム未収録だったが、1991年発表のバラード・セレクション第3弾『EDGE OF THE KNIFE』に、「愛のかけひき」と共にリメイクされ収録された。
2曲とも大学のキャンパスを舞台にした楽曲で、浜田の大学時代の姿も重ね合せられている。どちらも別れや挫折を歌った切ない内容になっている。
ジャケット写真で使用しているサングラスは色が薄めのもので、うっすらと瞳が見えている。親近感を持たせるためにそうしたという。当時はコンサートでサングラスを外して歌ったりしており、「浜田省吾＝サングラス」というイメージはまだ定着していなかった。
1989年3月21日、CBS・ソニー発足20周年記念「Platinum Single Series」により、過去に発売されたアナログシングルからピックアップされCDシングル化された。その際、1stシングル「路地裏の少年」との両A面シングルとなった。詳細は「路地裏の少年/愛のかけひき（再発シングル）」参照。

## 収録曲
| 全作詞・作曲: 浜田省吾、全編曲: 高中正義。 |                    |          |            |      |
| #                                          | タイトル           | 作詞     | 作曲・編曲 | 時間 |
| 1.                                         | 「愛のかけひき」   | 浜田省吾 | 浜田省吾   | 3:31 |
| 2.                                         | 「キャンパスの冬」 | 浜田省吾 | 浜田省吾   | 4:11 |
| 合計時間:                                  | 合計時間:          | 7:42     |            |      |

## 収録作品
| 曲名           | タイトル                            | 発売日        | 備考                                               |
| -------------- | ----------------------------------- | ------------- | -------------------------------------------------- |
| 愛のかけひき   | LOVE TRAIN                          | 1977年5月21日 | アルバムヴァージョンで収録。                       |
| 愛のかけひき   | EDGE OF THE KNIFE                   | 1991年9月1日  | セルフカバーアルバム                               |
| 愛のかけひき   | ON THE ROAD 2011 "The Last Weekend" | 2012年9月19日 | ライブヴァージョン。同名のライブビデオには未収録。 |
| キャンパスの冬 | SLOW DOWN                           | 1980年8月1日  | カセットテープとMDのみでの発売のため、現在は廃盤。 |
| キャンパスの冬 | EDGE OF THE KNIFE                   | 1991年9月1日  | セルフカバーアルバム                               |

| 曲名           | タイトル                                                              | 発売日        | 備考                                                        |
| -------------- | --------------------------------------------------------------------- | ------------- | ----------------------------------------------------------- |
| 愛のかけひき   | ON THE ROAD "FILMS"                                                   | 1989年5月21日 | 1988年8月20日に渚園で開催された野外コンサートの模様を収録。 |
| 愛のかけひき   | ON THE ROAD 2023 Welcome back to The Rock Show youth in the “JUKEBOX” | 2024年9月4日  | ボーナス・トラックとして収録。                              |
| キャンパスの冬 | 未収録                                                                |               |                                                             |